# Pleione aurita
Pleione aurita là một loài thực vật có hoa trong họ Lan. Loài này được P.J.Cribb & H.Pfennig miêu tả khoa học đầu tiên năm 1988.